# Statek komediantów (film 1929)
Statek komediantów (Show Boat) – amerykański musical filmowy z 1929 roku.
Film jest pierwszą filmową adaptacją brodwayowskiego musicalu scenicznego "Show Boat", będącego z kolei adaptacją powieści Edny Ferber.

## Obsada
- Alma Rubens - Julie Dozier
- Carl Laemmle - (prolog) (on sam)
- Jack McDonald - Windy McClain
- Helen Morgan - Julie LaVerne (prolog)
- Elise Bartlett - Elly
- Laura La Plante - Magnolia Hawks
- Joseph Schildkraut - Gaylord Ravenal
- Otis Harlan - Kapitan Andy Hawks / Mistrz Ceremonii w Prologu
- Emily Fitzroy - Parthenia Ann Hawks (,Parthy')
- Stepin Fetchit - Joe